# Deklarace nezávislosti
Deklarace nezávislosti, též vyhlášení nezávislosti nebo proklamace nezávislosti, je jednostranný politický akt, kterým se prohlašuje vznik nového nezávislého státu na určitém území. Obvykle se jedná o území již dříve administrativně vymezené, které může mít různou míru autonomie a které pojí historický, národnostní či jiný státotvorný prvek.
Obvykle je deklarována na úkor stávajícího státu, na jehož území je nový stát vyhlášen. Z pohledu stávajícího státu se jedná separatismus a povstání, které je potřeba násilně potlačit. Pokud se separatisté vojensky brání, dochází k válce za nezávislost, která rozhodne o osudu sporného území. K odštěpení státu však může dojít i víceméně pokojnou cestou, pokud centrální moc nemá sílu a vůli územní celistvost bránit. K deklaraci nezávislosti dochází například při úpadku koloniálních a jiných říší.
Status nového státu záleží na reakci ostatních států na deklaraci nezávislosti. Pokud ji všeobecně uznají, zařadí se nový stát de jure mezi ostatní státy. Jiné státy zůstávají jen částečně nebo vůbec neuznané. Na uznání nezávislosti záleží možnost členství v mezinárodních organizacích jako je OSN.
Jednotlivé deklarace:
- Deklarace nezávislosti Státu Izrael
- Deklarace nezávislosti Spojených států amerických
  - Deklarace nezávislosti (obraz), obraz Johna Trumbulla zobrazující okamžik předložení návrhu deklarace nezávislosti americkému Kongresu